# Cri (film)
Pour les articles homonymes, voir Cri.
Pour plus de détails, voir Fiche technique et Distribution.
Cri (Κραυγή (Kravgui)) est un film grec réalisé par Kostas Andritsos et sorti en 1964.
Cri, avec sa mise en scène expressionniste, est considéré comme le meilleur film d'Andritsos. La bande originale de Katsaros mélangeant musique jazz et sons divers (comme les bruits du train) vient ajouter une dimension à l'intrigue composée de nombreuses intrigues secondaires de Foskolos. Enfin, le film est chargé d'une forte tension sexuelle liée à des désirs inassouvis.

## Synopsis
Giorgos Merkos (Giórgos Foúndas) est lieutenant de police. Il a tellement de travail qu'il ne peux trouver le temps de rencontrer les parents de sa fiancée Anna. Alors qu'il doit se rendre chez eux, il arrête un criminel et commence une autre enquête, sur le meurtre d'une femme d'âge mûr, Julia. Il soupçonne le jeune mari de celle-ci, Alekos Petratos mais ce dernier était dans le train de Thessalonique au moment du meurtre et la tante de la victime est allée le chercher à la gare. Giorgos Merkos ne croit pas à cet alibi et réussit finalement à confondre le mari. Plus tard, il est persuadé que le demi-frère d'Anna, Dimitris Naskos, est coupable d'un viol. Durant son arrestation, Dimitris cherche à s'enfuir. Il est tué par Giorgos. Il s'avère alors que Dimitris était innocent. Giorgos démissionne et perd sa fiancée.

## Fiche technique
- Titre : Cri
- Titre original : Κραυγή (Kravgui)
- Réalisation : Kostas Andritsos
- Scénario : Nikos Foskolos
- Direction artistique : Tassos Zographos
- Décors :
- Costumes :
- Photographie : Nikos Milas
- Son : Giovanni Mougnai
- Montage : Giorgos Tsaoulis
- Musique : Giorgos Katsaros
- Société(s) de production : Marvik Film
- Pays d'origine :  Grèce
- Langue : grec
- Format :  Noir et blanc
- Genre : Film noir
- Durée : 98 minutes
- Dates de sortie : 1964

## Distribution
- Giórgos Foúndas
- Mairi Hronopoulou (el)
- Pavlos Liaros
- Yorgos Moutsios (el)
- Ilya Livykou (en)
- Nikos Tsachiridis (el)
- Nelly Pappa